# Одного разу в недільний ранок
Одного разу в недільний ранок (англ. One Sunday Morning) — американська короткометражна кінокомедія Роско Арбакла 1926 року.

## У ролях
- Ллойд Хемілтон
- Естель Бредлі
- Стенлі Блістоун